# Giovanni Guidiccioni
Giovanni Guidiccioni, né à Lucques en 1500, mort le 26 juillet 1541 à Macerata, est un écrivain italien, évêque de Fossombrone.

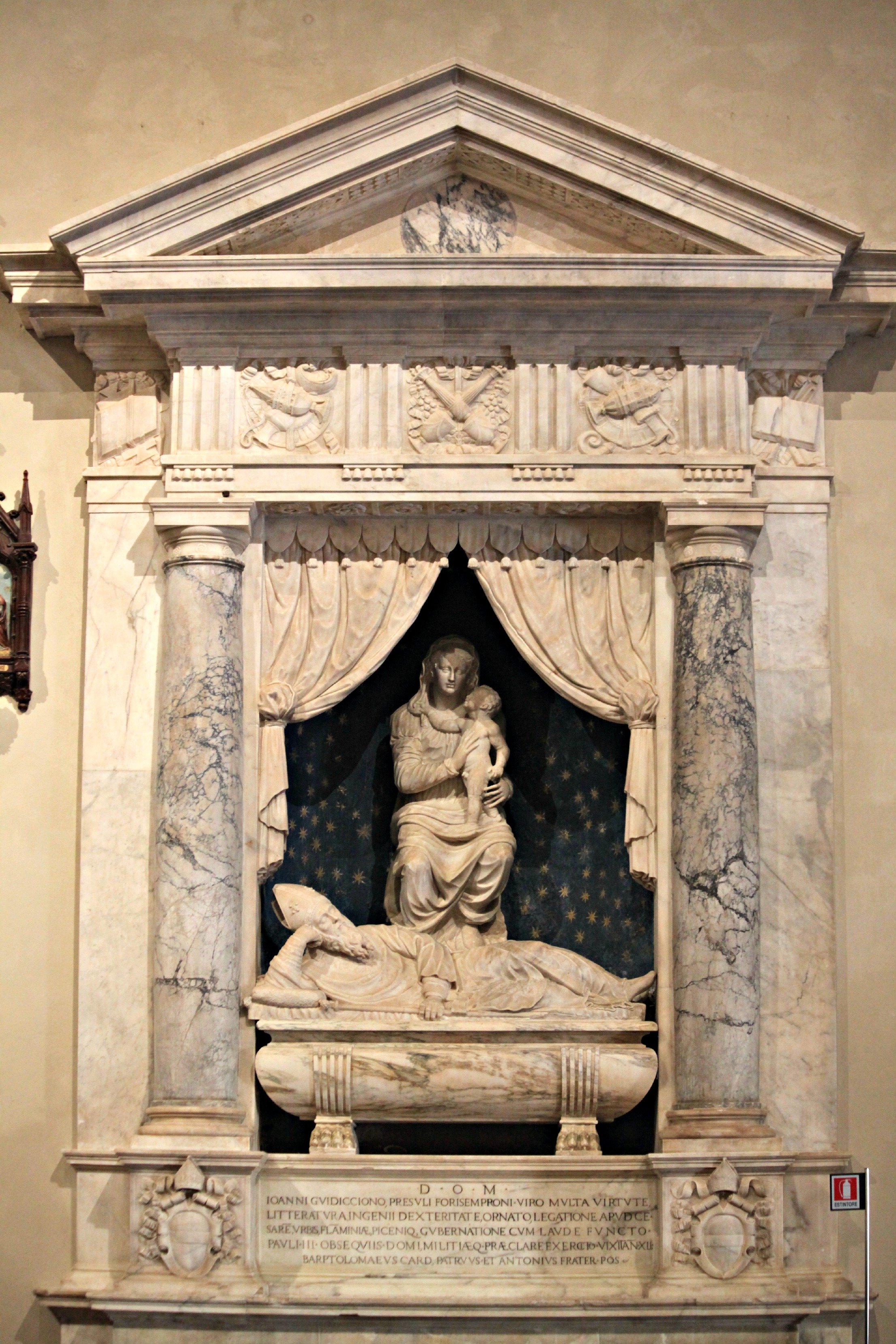
Mausolée de Giovanni Guidiccioni dans la basilique Saint-François de Lucques.

## Biographie
Giovanni Guidiccioni naquit à Viareggio, dans la République de Lucques, en décembre 1480. Il fit ses études à l’Université de Pise avec un tel succès, que la renommée de ses talents parvint aux oreilles du cardinal Farnèse, qui, l’ayant appelé à Rome, le nomma aussitôt auditeur de rote. Ce même cardinal, élevé au pontificat (1524), sous le nom de Clément VII, créa Guidiccioni gouverneur de Rome, et lui conféra peu de temps après l’évêché de Fossombrone. Là, il partageait son temps entre l’étude et l’exercice de ses devoirs, se faisant admirer autant par sa piété que par sa bienfaisance et sa sagesse. Charles Quint se disposait alors à replacer sur le trône d’Alger Moulay Hassan, qui en avait été chassé par le fameux Barberousse. Le pape secondait de tout son pouvoir les projets de l’empereur; et ayant besoin auprès de ce monarque d’un homme prudent et éclairé, il choisit Guidiccioni pour nonce apostolique de cette expédition. Le nouveau nonce s’acquit bientôt la bienveillance de l’empereur, qui le consultait dans les affaires les plus graves. Après la prise de Tunis, Guidiccioni revint à Rome, où il fut nommé président de la Romagne, alors en proie aux dissensions civiles. Sa fermeté et sa vigilance parvinrent enfin à rétablir le calme ; mais il se vit sur le point de perdre la vie par la main d’un assassin aposté par les factieux. Ce dernier, au moment de porter le coup mortel, fut frappé par l’aspect vénérable du prélat. Se jetant à ses genoux, il avoua son crime au milieu des larmes du repentir. Il obtint aisément son pardon, et, pénétré des sages remontrances de celui qu’il allait immoler, se retira dans un cloître, où il mourut saintement. Nommé ensuite commissaire général de la guerre de Palliano, Guidiccioni se distingua dans cet emploi comme il l’avait fait dans les autres ; et il parut aussi actif et intrépide au milieu d’une armée, dont il dirigeait en grande partie les opérations, qu’il avait été doux et édifiant à la tête d’un diocèse. Quelque temps après, il passa au gouvernement de la Marche d'Ancône, et il mourut à Macerata en août 1541.

## Œuvres
- Orazione alla Republica di Lucca, Florence, 1568, in-8° ;
- Lettere ;
- Rime, Venise, 1567, in-12.

Tous ces ouvrages réunis ont été imprimés à Gênes, 1749, 1767, in-8°. L’édition la plus soignée des Rime, qui contient la vie de l’auteur, est celle de Bergame, 1753, in-8°. L’Oraison de Guidiccioni est citée comme un modèle d’éloquence et de pureté. Ses Lettres sont très-spirituelles et traitent des affaires du temps. On estime beaucoup ses poésies, où il y a richesse de pensées, des images vraies et de l’élégance. On pourrait cependant lui reprocher d’être un peu trop mystique dans ses compositions sacrées, et parfois obscur et guindé dans les profanes. Il avait surtout beaucoup de talent pour l’idylle et pour le sonnet.